# Мігай Кочиш
Мігай Кочиш (угор. Kocsis Mihály; 4 липня 1955, м. Мезетур, Угорщина) — угорський лінгвіст, доктор філологічних наук з 1989, професор.

## Біографія
Закінчив 1979 відділення російської мови та літератури Сегедського університету і 1984 — відділення української мови та літератури Будапештського університету.
З 1990 — викладач кафедри слов'янської філології Сегедського університету, з 1998 — завідувач її.
Секретар Національної асоціації україністів Угорщини (з 1991).

## Наукова діяльність
Досліджує історію української та інших слов'янських мов.
Захистив докторську дисертацію «Мовні особливості українського Учительного Євангелія 1588 р.» (1989).
Написав (російською мовою) ряд праць про цю важливу пам'ятку української мови:
- «Український гоміліарій 1588 року. І. Попередні відомості» (1982),
- «Опис українського гоміліарія 1588 року» (1993); 1997 опубліковано її повний текст під назвою «Скотарське Учительне Євангеліє — український гоміліар 1588 р.».

Вивчає мову інших українських пам'яток, досліджує історію українсько-угорських зв'язків у галузі лексики.
Один з авторів «Словаря-индекса русской редакции древнеболгарского языка конца XI — начала XII в.» (вийшли т. 1—3, 1989—1993).